# Campo Lugar
Campo Lugar település Spanyolországban, Cáceres tartományban. Campo Lugar Alcollarín, Abertura, Miajadas, Escurial, Madrigalejo, Don Benito és Villar de Rena községekkel határos. Lakosainak száma 804 fő (2024).

## Népesség
A település népessége az elmúlt években az alábbi módon változott:
| Lakosok száma | 1209 | 1149 | 1108 | 1030 | 1006 | 941  | 906  | 833  | 824  | 804  |
|               | 2001 | 2004 | 2006 | 2009 | 2011 | 2014 | 2016 | 2019 | 2021 | 2024 |